# Trophée Gazet van Antwerpen 1998-1999
Navigation
1997-1998 1999-2000
Le Trophée Gazet van Antwerpen 1998-1999 est la 12e édition du Trophée Gazet van Antwerpen, compétition de cyclo-cross organisée par le quotidien belge néerlandophone Gazet van Antwerpen.

## Résultats
| Date        | Lieu                                       | Vainqueur       | Deuxième            | Troisième           |
| ----------- | ------------------------------------------ | --------------- | ------------------- | ------------------- |
| 11 novembre | Niel - Jaarmarktcross                      | Mario De Clercq | Marc Janssens       | Adrie van der Poel  |
| 28 novembre | Kalmthout - Vlaamse Industrieprijs Bosduin | Bart Wellens    | Richard Groenendaal | Adrie van der Poel  |
| 19 décembre | Essen - GP Rouwmoer                        | Sven Nys        | Mario De Clercq     | Richard Groenendaal |
| 26 décembre | Rijkevorsel                                | Mario De Clercq | Marc Janssens       | Erwin Vervecken     |
| 6 février   | Lille - Krawatencross                      | Bart Wellens    | Sven Nys            | Arne Daelmans       |
| 14 février  | Oostmalle - Internationale Sluitingsprijs  | Sven Nys        | Arne Daelmans       | Erwin Vervecken     |

## Classement final
| #   | Coureur          | Points |
| --- | ---------------- | ------ |
| 1.  | Marc Janssens    | 159    |
| 2.  | Arne Daelmans    | 145    |
| 3.  | David Willemsens | 143    |
| 4.  | Peter Willemsens | 123    |
| 5.  | Kris Wouters     | 117    |
| 6.  | Erwin Vervecken  | 106    |
| 7.  | Kurt De Roose    | 95     |
| 8.  | Paul Van Loon    | 93     |
| 9.  | Paul Herijgers   | 81     |
| 10. | Jan Van Donink   | 80     |

## Résultats détaillés
| #  | Coureur              | Temps   |
| -- | -------------------- | ------- |
| 1  | Mario De Clercq      | inconnu |
| 2  | Marc Janssens        |         |
| 3  | Adrie van der Poel   |         |
| 4  | Bart Wellens         |         |
| 5  | Peter Van Santvliet  |         |
| 6  | Erwin Vervecken      |         |
| 7  | Peter Willemsens     |         |
| 8  | Danny De Bie         |         |
| 9  | Ben Berden           |         |
| 10 | Peter Van Den Abeele |         |

| #  | Coureur             | Temps   |
| -- | ------------------- | ------- |
| 1  | Bart Wellens        | inconnu |
| 2  | Richard Groenendaal |         |
| 3  | Adrie van der Poel  |         |
| 4  | Sven Nys            |         |
| 5  | Wim de Vos          |         |
| 6  | Peter Willemsens    |         |
| 7  | Peter Van Santvliet |         |
| 8  | David Willemsens    |         |
| 9  | Marc Janssens       |         |
| 10 | Gianni David        |         |

| #  | Coureur             | Temps   |
| -- | ------------------- | ------- |
| 1  | Sven Nys            | inconnu |
| 2  | Mario De Clercq     |         |
| 3  | Richard Groenendaal |         |
| 4  | Marc Janssens       |         |
| 5  | Peter Willemsens    |         |
| 6  | David Willemsens    |         |
| 7  | Tom Vannoppen       |         |
| 8  | Paul Herijgers      |         |
| 9  | Kurt De Roose       |         |
| 10 | Gianni David        |         |

| #  | Coureur              | Temps   |
| -- | -------------------- | ------- |
| 1  | Mario De Clercq      | inconnu |
| 2  | Marc Janssens        |         |
| 3  | Erwin Vervecken      |         |
| 4  | Arne Daelmans        |         |
| 5  | David Willemsens     |         |
| 6  | Jan Van Donink       |         |
| 7  | Paul Van Loon        |         |
| 8  | Kris Wouters         |         |
| 9  | Gianni David         |         |
| 10 | Tadeusz Korzeniewski |         |

| #  | Coureur          | Temps   |
| -- | ---------------- | ------- |
| 1  | Bart Wellens     | inconnu |
| 2  | Sven Nys         |         |
| 3  | Arne Daelmans    |         |
| 4  | Erwin Vervecken  |         |
| 5  | David Willemsens |         |
| 6  | Peter Willemsens |         |
| 7  | Kris Wouters     |         |
| 8  | Erwin Vervecken  |         |
| 9  | Paul Herijgers   |         |
| 10 | Kurt De Roose    |         |

| #  | Coureur          | Temps   |
| -- | ---------------- | ------- |
| 1  | Sven Nys         | inconnu |
| 2  | Arne Daelmans    |         |
| 3  | Erwin Vervecken  |         |
| 4  | Ben Berden       |         |
| 5  | Bart Wellens     |         |
| 6  | David Willemsens |         |
| 7  | Kris Wouters     |         |
| 8  | Peter Willemsens |         |
| 9  | Tom Vannoppen    |         |
| 10 | Paul Herijgers   |         |